# Carlos Timón

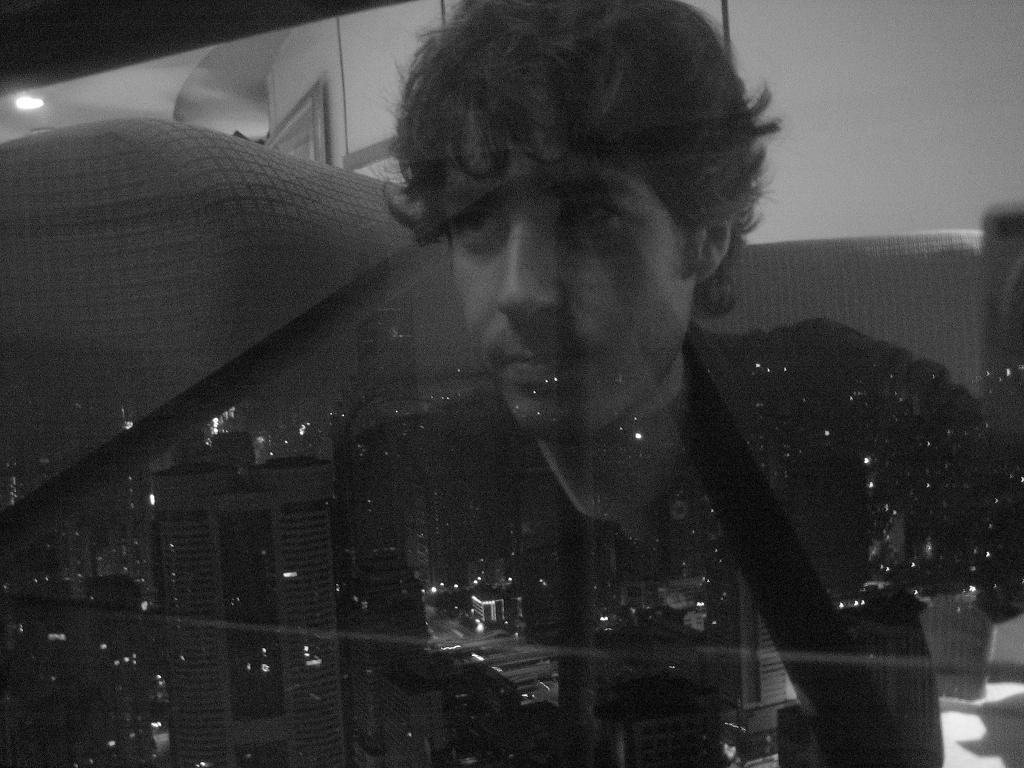
Carlos Timón.

Carlos Timón (Madrid, España, 24 de noviembre de 1972) es un compositor y guitarrista especialmente conocido por su trabajo con la guitarra eléctrica.
Empezó a llamar la atención en los años 1990 con Lava y Kulu Tempo, después de haber trabajado junto a Javier Gallego con Insecto en Love fiasco y de haber sido miembro de Kebrantas.
Timón ha trabajado como músico experimental en numerosas ocasiones. En los últimos años, Timón ha tenido un papel importante fusionando música cubana gracias a su colaboración con Fran Padilla - miembro original de Irakere - con jazz, pop y rock (2003). 
El trabajo en solitario de Timón ha sido una mezcla ecléctica de jazz, bossa nova, pop, rock y casi cualquier otro estilo. La lista de los músicos importantes con los que ha grabado o colaborado incluye a Matt Elliott, Fernando Alfaro, Malik Yaqub, Dead capo, Abel Hernández Migala, Fran Padilla y Belinda Baxter. 

## Discografía
- Calixto's journey (diciembre de 1994)
- Amateur (marzo de 1995)
- Love fiasco (marzo de 1997)
- Insecto EP' (abril de 1999)
- Swings of fate (octubre de 2003)